# Laurent Pluvy
Laurent Pluvy, né le 12 juillet 1973 à Lyon (Rhône), est un joueur et entraîneur français de basket-ball. Il évolue au poste de meneur.

## Biographie

### Carrière de joueur
Formé à l'ASVEL Lyon-Villeurbanne, il effectue la plus grande partie de sa carrière de joueur avec ce club, remportant plusieurs fois la coupe de France et participant au Final Four de l'Euroligue en 1997 et trois fois aux quarts de finale de l'Euroligue de 1999 à 2001.
Il rejoint Chalon en 2001, puis poursuit sa carrière au Havre et à Vichy.
Longtemps barré par d'autres meneurs à l'ASVEL, comme Delaney Rudd, il joue souvent  6e homme à Lyon-Villeurbanne, mais est un joueur précieux pour son adresse.

### Carrière éphémère de consultant
À partir de 2006, il intervient en tant que consultant télévisuel sur les chaînes du groupe Groupe Canal+.

### Carrière d'entraîneur
Le 22 mai 2008, Laurent Pluvy est nommé entraîneur du Saint-Vallier Basket Drôme qui évolue en Pro B. Il quitte le club à l'issue de la saison 2013-2014 alors que le club se voit relégué en NM1 en ayant fini dernier du championnat.
Il est également manager général du club d'Andrézieux en NM2 entre juin 2014 et mai 2015.
Le 30 mai 2015, il prend les rênes de l'ALM Évreux Basket en Pro B. Il ne reste qu'un an dans l'Eure, terminant à la 3e place de la saison régulière et amenant le club jusqu'en finale des playoffs Pro B. 
N'ayant pas obtenu de rallonge de la masse salariale afin de construire une équipe plus compétitive, il s'engage à la Chorale de Roanne pour trois ans, le 23 mai 2016. Le 19 février 2017, il remporte la Leaders Cup de Pro B, son premier titre comme entraîneur avec ce club, puis est finaliste des playoffs Pro B l'année suivante. Le 17 février 2019, il remporte de nouveau la Leaders Cup de Pro B avec Roanne et parvient à hisser le club en Jeep Elite en étant champion de France Pro B. Six mois plus tard, le 22 octobre, alors que la Chorale est lanterne rouge de Jeep Élite, il est remercié par les dirigeants du club après seulement cinq journées de championnat.
Le 1er juin 2021, il s'engage pour deux ans avec l'ALS Andrézieux-Bouthéon en NM1, club qui ambitionne la montée en Pro B. Après deux qualifications en play-offs de NM1, Laurent Pluvy quitte le club pour retrouver la Pro B en signant un contrat d'un an avec le Nantes Basket Hermine le 23 mai 2023.

## Clubs

### Joueur
- 1992-2001 :  ASVEL Villeurbanne (Pro A)
- 2001-2004 :  Élan Chalon-sur-Saône (Pro A)
- 2004-2005 :  STB Le Havre (Pro A)
- 2005-2006 :  JA Vichy (Pro B)

### Entraîneur
- 2008-2014 :  Saint-Vallier Basket Drôme (Pro B)
- 2015-2016 :  ALM Évreux Basket (Pro B)
- 2016-2019 :  Chorale de Roanne (Pro B puis Jeep Elite)
- 2021-2023 :  ALS Andrézieux-Bouthéon (NM1)
- Depuis 2023 :  Nantes Basket Hermine (Pro B)

## Palmarès

### En tant que joueur
- Participation au Final Four de l'Euroligue : 1997
- Finaliste du championnat de France de basket-ball : 1996, 1997, 1999, 2000 et 2001
- Vainqueur de la coupe de France : 1996, 1997 et 2001

### En tant qu'entraîneur
- Champion de France Pro B : 2019
- Vainqueur de la Leaders Cup de Pro B : 2017, 2019
- Finaliste des playoffs de Pro B : 2016, 2018

### Distinctions
- Entraîneur adjoint de la sélection étrangère du All-Star Game LNB 2015